# Le Nœud gordien
Le Nœud gordien, écrit par le président de la République française en exercice Georges Pompidou et publié peu de temps avant sa mort, est considéré comme son testament politique. Son auteur précise toutefois qu'il travaillait à ce livre depuis 1969.
Le livre comporte neuf chapitres :
- des réflexions sur les événements de Mai 1968 ;
- un chapitre sur le dialogue ;
- un sur l'avenir des institutions ;
- un sur l'Université ;
- un nommé « Crépuscule du marxisme », idée encore provocatrice à l'époque ;
- un sur la politique économique ;
- un sur la politique sociale ;
- le dernier, qui reprend le titre de l'ouvrage, reprend les précédents pour montrer que la complexification de la société est devenue telle que quelqu'un tranchera un jour ou l'autre le « nœud gordien » : « Il s'agit de savoir si ce sera en imposant une discipline démocratique garante des libertés ou si quelque homme fort et casqué tirera l'épée comme Alexandre. »

Sur cette alternative, l'auteur se montre pessimiste : « Le fascisme n'est pas si improbable ; il est même, je crois, plus près de nous que le totalitarisme communiste. »